# Усте
Усте́ (фр. Ousté, окс. Ostèr) — коммуна во Франции, находится в регионе Юг — Пиренеи. Департамент — Верхние Пиренеи. Входит в состав кантона Лурд-Эст. Округ коммуны — Аржелес-Газост.
Код INSEE коммуны — 65351.

## География

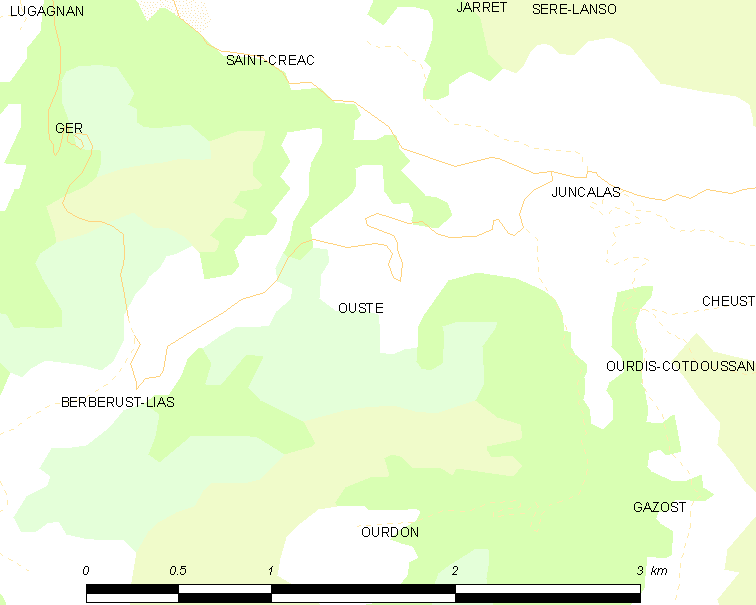
Карта коммуны

Коммуна расположена приблизительно в 670 км к югу от Парижа, в 135 км юго-западнее Тулузы, в 22 км к югу от Тарба.
Коммуна расположена в долине Кастеллубон.

## Климат
Климат умеренно-океанический с солнечной тёплой погодой и обильными осадками на протяжении практически всего года.

## Население
Население коммуны на 2010 год составляло 41 человек.
| 1962 | 1968 | 1975 | 1982 | 1990 | 1999 | 2010 |
| ---- | ---- | ---- | ---- | ---- | ---- | ---- |
| 71   | 62   | 53   | 39   | 37   | 46   | 41   |

## Администрация
| Период | Период | Фамилия               | Партия | Примечания |
| ------ | ------ | --------------------- | ------ | ---------- |
| 1963   | 1975   | Эжен Лаплань          |        |            |
| 1975   | 1987   | Жерар Аррамон         |        |            |
| 1987   | 1995   | Жан Ландель           |        |            |
| 1995   | 2001   | Мари-Одиль Лонка      |        |            |
| 2001   | 2008   | Жан-Люк Лаплань       |        |            |
| 2008   | 2014   | Фредерик Казнав Дюкас |        |            |
| 2014   | 2020   | Фредерик Лупьяс       |        |            |

## Экономика
В 2010 году среди 20 человек трудоспособного возраста (15-64 лет) 18 были экономически активными, 2 — неактивными (показатель активности — 90,0 %, в 1999 году было 66,7 %). Из 18 активных жителей работали 14 человек (7 мужчин и 7 женщин), безработных было 4 (2 мужчин и 2 женщины). Среди 2 неактивных 1 человек был учеником или студентом, 0 — пенсионерами, 1 был неактивным по другим причинам.